# Tonbridge Angels FC
Tornbridge Football Club is een Engelse voetbalclub, uit Tonbridge, Kent. Ze spelen in de National League South.
De club werd opgericht in oktober 1947 en speelden vanaf het seizoen 1948-49 in de Southern Football League. Ze speelden aanvankelijk hun wedstrijden op Angel Ground. Doorheen de jaren 50 behaalden The Angels (hoewel dit toen nog niet in de naam voorkwam, werden ze zo al wel genoemd) eerder matige resultaten en degradeerden uit de Premier Division in het seizoen 1961-62. Twee jaar later promoveerden ze wel terug, maar in het seizoen 1965-66 volgde opnieuw degradatie.
In het seizoen 1972-73 promoveerden ze opnieuw maar na moeilijkheden om zich te handhaven kregen ze financiële problemen. Ze gingen begin 1976 failliet, maar een nieuwe club werd gevormd. Op voorwaarde dat ze op het einde van het seizoen zouden degraderen, mochten ze wel nog alle wedstrijden dat seizoen afwerken. Het lokaal bestuur wilde daarnaast ook The Angel Ground terug hebben, hierdoor verhuisden ze in 1980 naar hun huide locatie: Longmead Stadium.
In 1989 degradeerde de club naar de Kent League waar ze vier jaar bleven tot ze de titel wonnen in het seizoen 1992-93. Rond deze tijd werd ook "Angels" aan de clubnaam toegevoegd.
Ze zouden in de Southern Division blijven totdat ze door de herstructurering van het Engelse voetbal in 2004 naar de Ishtmian League werden verplaatst. Ze degradeerden na het eerste seizoen van de Premier Division naar de First Division maar nadat ze de play-offs hadden gewonnen speelden ze in 2006-07 opnieuw in de Premier Division. In 2011 promoveerde de club naar de Conference South, waar ze tot 2014 speelden. 